# Redzsang írás
A redzsang írás a bráhmi írások közé tartozó abugida szótagírás, amely rokonságban áll a terület más írásmódjaival, például a batak és a lontara írásokkal. A redzsang az ulu írások közé tartozik, amelybe a dél-szumátrai, bengkului, lembaki, lintangi, libongi és serawaii írások változatai tartoznak. A surat Ulu csoportba a surat ulu írással rokon egyéb írásrendszerek tartoznak, mint az ogan, a kerinci és a lampung. A redzsang írás már az iszlám elterjedése előtt is használatban volt  redzsang területen; a legkorábbi igazolt dokumentum a 18. század közepéről származik. A redzsang írást az első három szótagjele után néha kaganga-írásnak is nevezik. A kaganga kifejezést az írásrendszer használói soha nem használták, azt Mervyn A. Jaspan (1926-1975) brit antropológus alkotta meg a "Folk literature of South Sumatra" című könyvében: "Redjang Ka-Ga-Nga texts. Canberra, The Australian National University." 1964.
Az írást maláj és redzsang nyelvű szövegek írására használták, amelyet ma Indonéziában, Szumátra szigetén, a délnyugati felföldön, Bengkulu tartomány északi részén, Arga Makmur, Muaraaman, Curup és Kepahiang környékén, valamint Dél-Szumátra Rawas területén, Muara Kulam közelében élő mintegy 200 000 ember beszél. A redzsang nyelvnek öt fő nyelvjárása van: lebong, musi, kebanagung, pesisir (ezek mindegyike Bengkulu tartományban) és ravasi (Dél-Szumátra). A nyelv legtöbb használója meglehetősen távoli, vidéki területeken él, valamivel kevesebb mint a beszélők fele ismeri a nyelv írásrendszerét.
A hagyományos redzsang irodalom főként rituális szövegekből, orvosi varázsigékből és versekből áll.

## Betűkészlet
Az írásrendszer betűi az alábbi feliratban találhatók:  

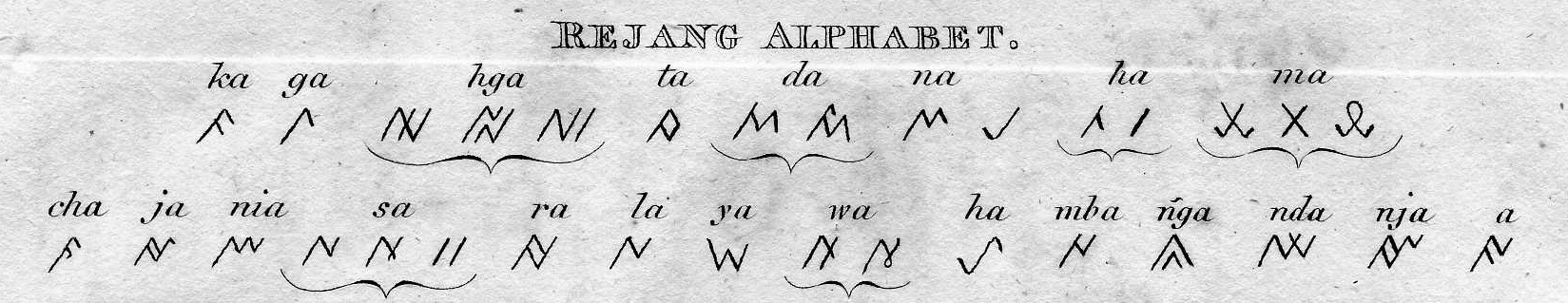
A redzsang írás jelei átírással

Redzsang írással írt szöveg

### IPA átírás
A többi bráhmi eredetű írásrendszerhez hasonlóan a redzsang írás is abugida szótagírás, a szótagjelek alapbetűje az a (ꥆ) a többi hangot, mint például az /i/, /u/, /əu̯/ és /ɛa̯/ mellékjelekkel írják le.
| Unicode kód | Unicode leírás           | Karakter | IPA kiejtés       |
| ----------- | ------------------------ | -------- | ----------------- |
| U+A930      | REJANG LETTER KA         | ꤰ        | [ k ]             |
| U+A931      | REJANG LETTER GA         | ꤱ        | [ ɡ ]             |
| U+A932      | REJANG LETTER NGA        | ꤲ        | [ ŋ ]             |
| U+A933      | REJANG LETTER TA         | ꤳ        | [ t ]             |
| U+A934      | REJANG LETTER DA         | ꤴ        | [ d ]             |
| U+A935      | REJANG LETTER NA         | ꤵ        | [ n ]             |
| U+A936      | REJANG LETTER PA         | ꤶ        | [ p ]             |
| U+A937      | REJANG LETTER BA         | ꤷ        | [ b ]             |
| U+A938      | REJANG LETTER MA         | ꤸ        | [ m ]             |
| U+A939      | REJANG LETTER CA         | ꤹ        | [ c ]             |
| U+A93A      | REJANG LETTER JA         | ꤺ        | [ ɟ ]             |
| U+A93B      | REJANG LETTER NYA        | ꤻ        | [ ɲ ]             |
| U+A93C      | REJANG LETTER SA         | ꤼ        | [ s ]             |
| U+A93D      | REJANG LETTER RA         | ꤽ        | [ r ]             |
| U+A93E      | REJANG LETTER LA         | ꤾ        | [ l ]             |
| U+A93F      | REJANG LETTER YA         | ꤿ        | [ j ]             |
| U+A940      | REJANG LETTER WA         | ꥀ        | [ w ]             |
| U+A941      | REJANG LETTER HA         | ꥁ        | [ h ]             |
| U+A942      | REJANG LETTER MBA        | ꥂ        | [ m b ]           |
| U+A943      | REJANG LETTER NGGA       | ꥃ        | [ ŋ g ]           |
| U+A944      | REJANG LETTER NDA        | ꥄ        | [ n d ]           |
| U+A945      | REJANG LETTER NYJA       | ꥅ        | [ ɲ ɟ ]           |
| U+A946      | REJANG LETTER A          | ꥆ        | [ a ], [ ə ]      |
| U+A947      | REJANG VOWEL SIGN I      | ꥆꥇ        | [ i ], [ ɪ ]      |
| U+A948      | REJANG VOWEL SIGN U      | ꥆꥈ        | [ u ], [ ʊ ]      |
| U+A949      | REJANG VOWEL SIGN E      | ꥆꥉ        | [ ɛ ], [ e ]      |
| U+A94A      | REJANG VOWEL SIGN AI     | ꥆꥊ        | [ai̯]              |
| U+A94B      | REJANG VOWEL SIGN O      | ꥆꥋ        | [ o ], [ ɔ ]      |
| U+A94C      | REJANG VOWEL SIGN AU     | ꥆꥌ        | [au̯]              |
| U+A94D      | REJANG VOWEL SIGN EU     | ꥆꥍ        | [əu̯]              |
| U+A94E      | REJANG VOWEL SIGN EA     | ꥆꥎ        | [ɛa̯]              |
| U+A94F      | REJANG CONSONANT SIGN NG | ꥆꥏ        | végső [ ŋ ]       |
| U+A950      | REJANG CONSONANT SIGN N  | ꥆꥐ        | végső [ n ]       |
| U+A951      | REJANG CONSONANT SIGN R  | ꥆꥑ        | végső [ r ]       |
| U+A952      | REJANG CONSONANT SIGN H  | ꥆꥒ        | végleges [ ʔ ]    |
| U+A953      | REJANG VIRAMA            | ꤰ꥓        | (nem magánhangzó) |

## Fordítás
Ez a szócikk részben vagy egészben  a   Rejang alphabet című angol Wikipédia-szócikk ezen változatának fordításán alapul.  Az eredeti cikk szerkesztőit annak laptörténete sorolja fel. Ez a jelzés csupán a megfogalmazás eredetét és a szerzői jogokat jelzi, nem szolgál a cikkben szereplő információk forrásmegjelöléseként.